# Balduin al II-lea de Boulogne
Balduin al II-lea (d. cca. 1027) a fost conte de Boulogne între anii 990 și 1025.

## Viața
Balduin a fost fiul contelui Arnulf al III-lea de Boulogne și a succedat tatălui său în poziția de conte în jurul anului 990. Atât Arnulf al III-lea cât și predecesorul acestuia, Arnulf al II-lea se eliberaseră de sub stăpânirea flamandă în timpul minoratului contelui Balduin al IV-lea de Flandra. În 1022, atât Balduin cât și fiul său, Eustațiu, împreună cu conții din Normandia, Valois și Flandra au avut o întrevedere cu regele Robert al II-lea al Franței, pentru a forma o alianță împotriva contelui Odo al II-lea de Blois, care sfidase autoritatea regală. Însă atunci când împăratul Henric al II-lea a urit în iulie 1024, alianța s-a dizolvat, dat fiind că regele Robert s-a reconciliat cu contele Odo al II-lea. În contextul acestor schimbări de alianțe și din motive care rămân neclare, Balduin de Boulogne a fost ucis în luptă în jurul anului 1027, în timp ce lupta împotriva contelui Enguerrand I de Ponthieu, care ulterior a luat de soție pe văduva lui Balduin.

## Familie și urmași
Balduin a fost căsătorit cu Adelina, fiică a contelui Arnulf I de Olanda cu Lutgarda de Luxemburg. și a fost tatăl lui: 
- Eustațiu, care i-a succedat în comitatul de Boulogne.

După moartea lui Balduin, Adelina s-a recăsătorit, cu contele Enguerrand I de Ponthieu.